# Mogi-Mirim
Mogi-Mirim är en kommun i Brasilien.   Den ligger i delstaten São Paulo, i den sydöstra delen av landet, 700 km söder om huvudstaden Brasília. Antalet invånare är 86 244.
Följande samhällen finns i Mogi-Mirim:
- Mogi Mirim

Runt Mogi-Mirim är det i huvudsak tätbebyggt. Runt Mogi-Mirim är det ganska tätbefolkat, med 207 invånare per kvadratkilometer.